# Operacja rostowska (17 listopada – 2 grudnia 1941)
Operacja rostowska (ros. Ростовская Hаступательная Операция) – radziecka operacja wyprowadzana stopniowo między 17 a 27 listopada 1941 roku przez armie Frontu Południowego w ogólnym kierunku na Rostów nad Donem w celu rozbicia nadmiernie rozciągniętych jednostek niemieckiej 1. Armii Pancernej należącej do Grupy Armii "Południe". Armia ta została zmuszona do odwrotu spod Rostowa i okopania się dalej na zachodzie w rejonie rzeki Mius w lutym 1942 roku.

## Bitwa pod Rostowem
Pogarszająca się pogoda, deszcz i błoto opóźniały natarcie niemieckie. 21 listopada 1941 roku 1. Armia Pancerna, dowodzona przez Kleista, zdobyła Rostów w ataku frontalnym. Marszałek Timoszenko, dowodzący 37. Armią i częścią 9. Armii, przeprowadził udany kontratak i wyparł Niemców z Rostowa. Miasto zostało wyzwolone przez oddziały 3  i 56 Armii. Rundstedt, który otrzymał zakaz odwrotu zrezygnował z dowództwa, a jego wojska wycofały się za rzekę Mius.